# Bomschuit

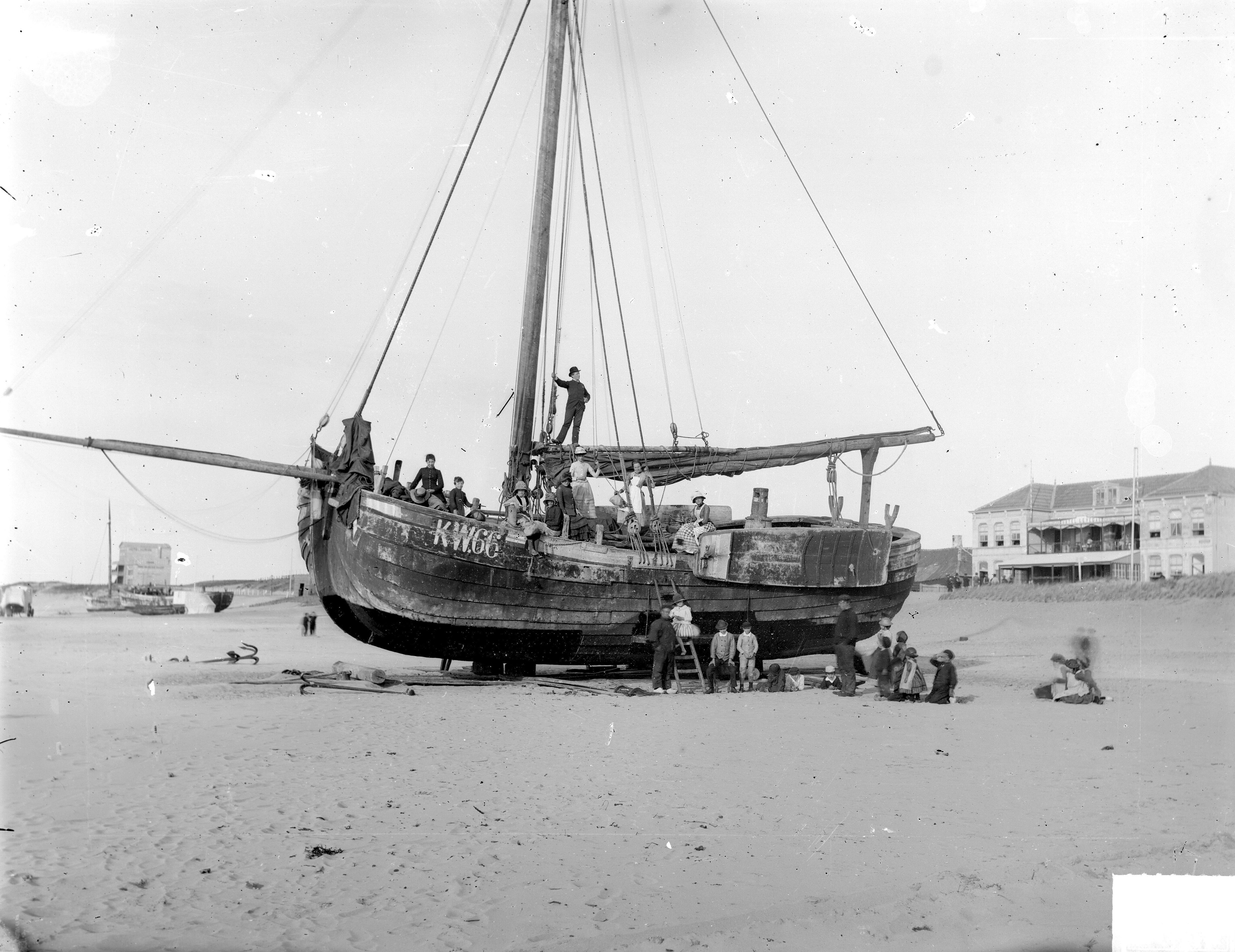
Gezicht op het strand van Katwijk aan Zee, met bomschuit KW66 (foto: Jan Goedeljee)

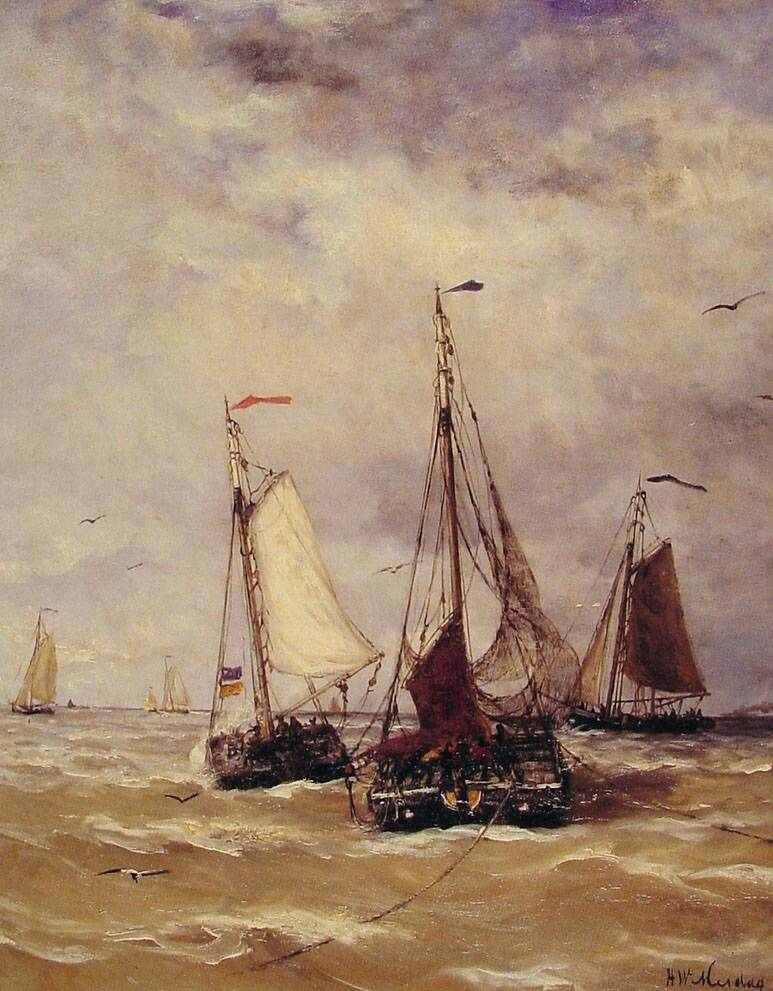
Bomschuiten, geschilderd door H.W. Mesdag

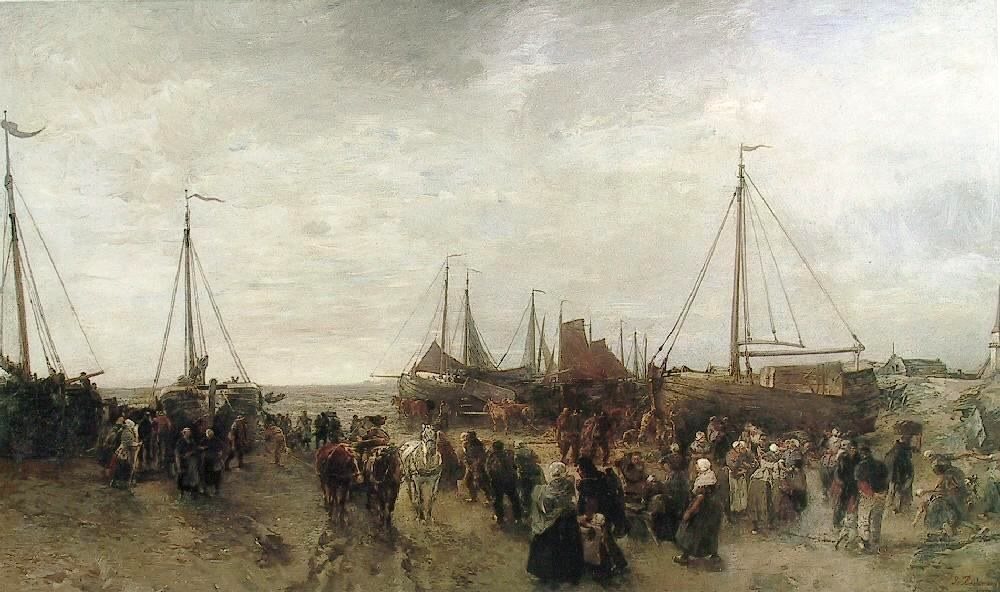
Terugkeer van de vissers, door Gregor von Bochmann

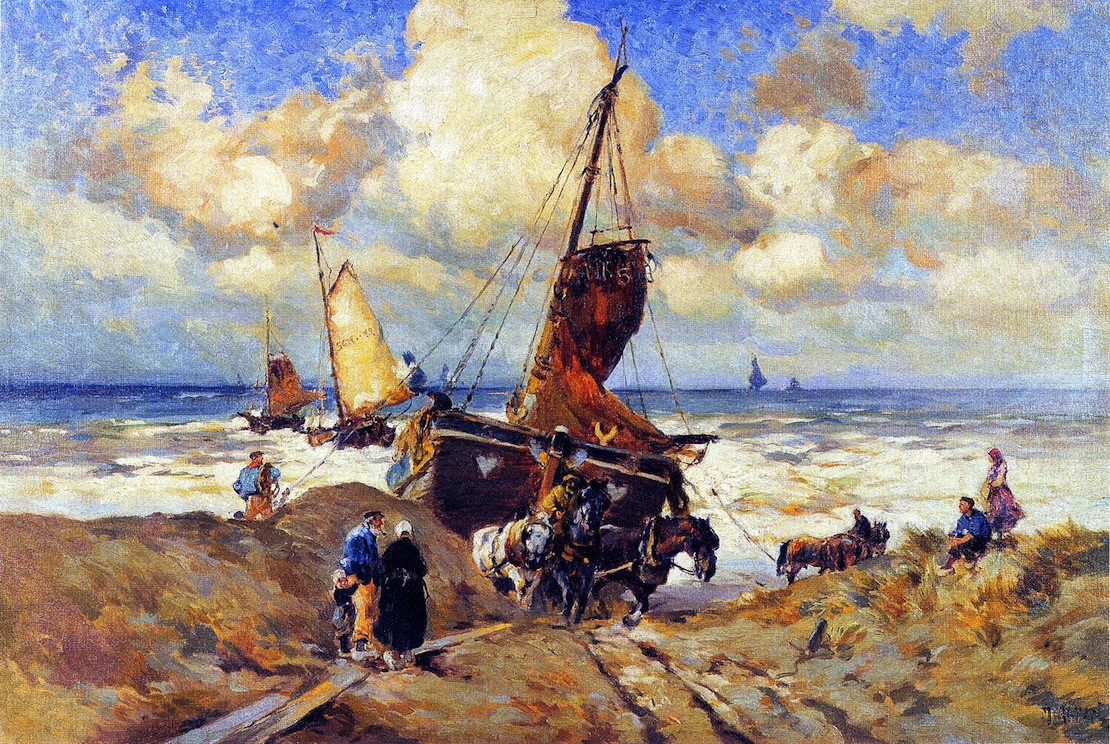
Het verslepen van een schuit naar het duin door Mathias Alten

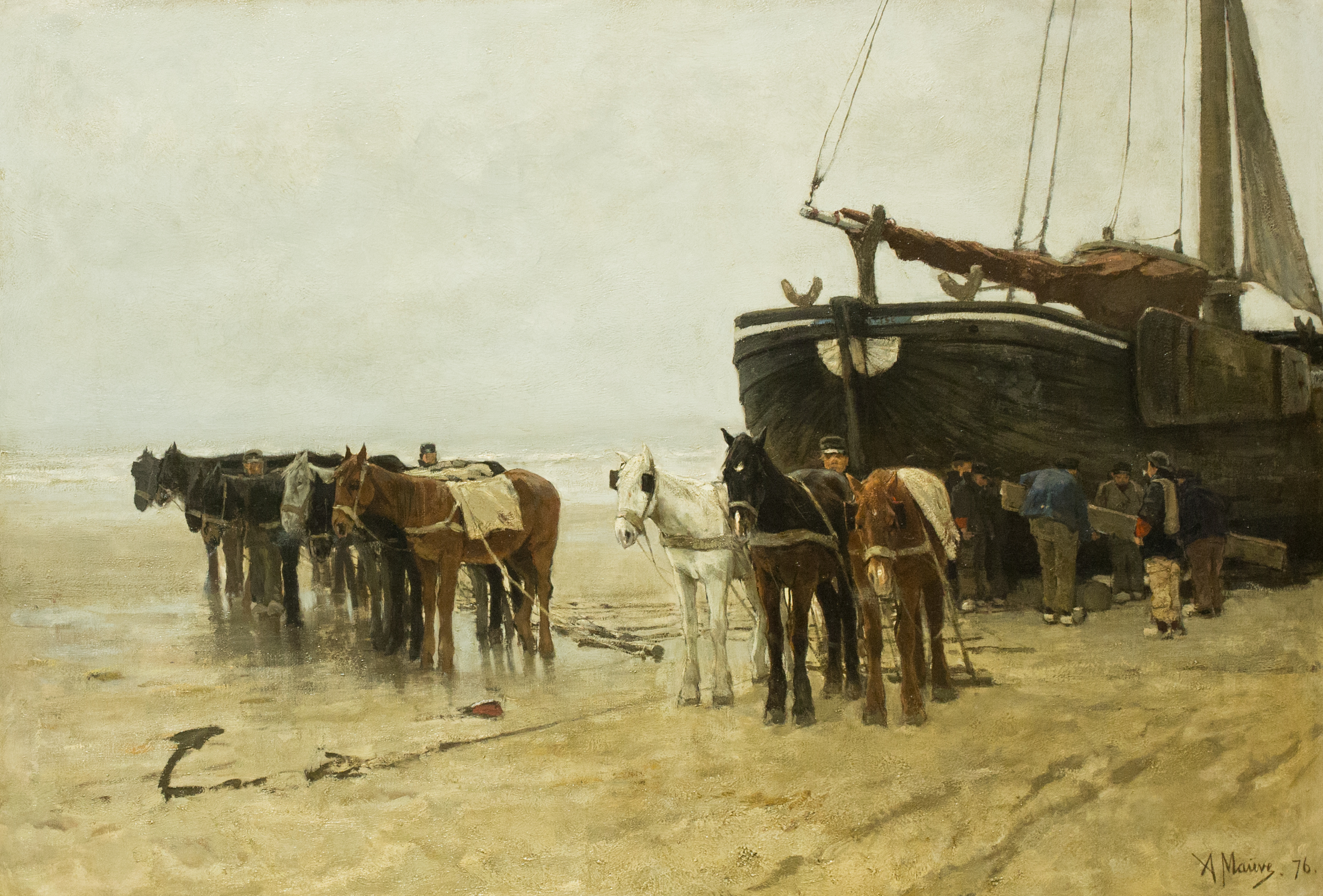
Het verslepen van een bomschuit door Anton Mauve

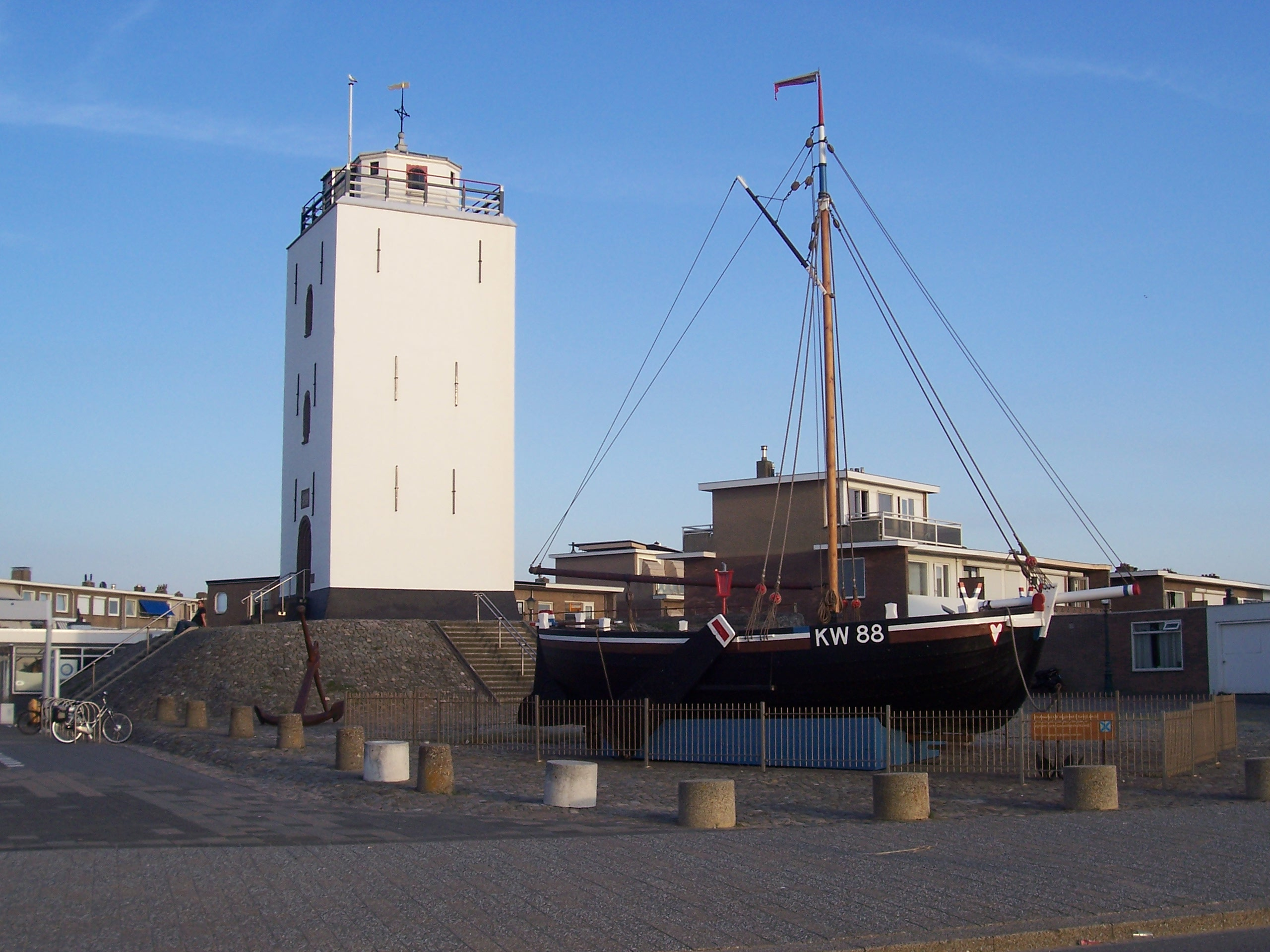
Bomschuit te Katwijk, bij de Vuurbaak

Een bomschuit (ook wel 'bom') is een eenvoudig open vaartuig met vlakke bodem dat gemakkelijk kan stranden. In (Hollandse) visserskringen werd dit type vaartuig vooral een 'schuit' genoemd. De bomschuit werd voornamelijk gebruikt door de kustvissers "van de Zijde" (de Noord- en Zuid-Hollandse kust).
Kustdorpen als Scheveningen, Katwijk aan Zee, Noordwijk aan Zee, Zandvoort en Egmond aan Zee beschikten niet over een haven. De schepen van deze dorpen moesten dan ook vanaf het strand afvaren en daar ook weer aanlanden. De levensduur van dergelijke vaartuigen werd door hun wijze van aanlanden - in feite stranden - aanzienlijk beperkt wanneer men deze vergelijkt met de levensduur van andersoortige zeeschepen. Als enig oud kustdorp kreeg Scheveningen aan het begin van de 20e eeuw een zeehaven. 

## Kenmerken
In de loop der eeuwen heeft de bomschuit zich ontwikkeld vanuit de pink. Dergelijke strandschepen hadden een zwaar uitgevoerde platte bodem in tegenstelling tot gekielde schepen. Vanwege hun specifieke bouw konden bomschuiten door de branding heen op het vlakke strand lopen. In vergelijking met de pink is de bomschuit "hoekiger". De schepen waren geheel gedekt (van een dek voorzien). Hun visserij was gericht op de vangst en aanvoer van platvis en rondvis en in mindere mate op die van verse haring. Na het midden van de 19de eeuw gingen de kustdorpen zich ook richten op de haringvisserij met de vleet die was gericht op de aanvoer van pekelharing. Onder de eerdergenoemde kustdorpen is deze visserij uitsluitend te Scheveningen tot werkelijke bloei gekomen. De door de bomschuiten aangevoerde platvis en rondvis vis werd op het strand uitgeladen en daar ter plekke verkocht. Deze verkoop vond plaats bij afslag en stond onder stedelijk toezicht.

## Het zeilen
Bomschuiten waren trage en weinig loefwaardige zeilers, maar ze boden de opvarenden een stabiele werkplek. De kleine schuiten hadden een enkele mast met bezaantuig, de grotere (na 1800) twee masten met schoenertuig aan de voorste of grote mast. De masten waren strijkbaar, om zo min mogelijk windvang te hebben als de bom aan de vleet lag. Om het driften van de schepen te beperken waren aan beide zijden zwaarden geplaatst.

## Winterberging
In het najaar werden de schepen hoog op het strand getrokken tot tegen de duinen. In het voorjaar moesten ze weer worden teruggebracht naar de waterlijn. Hiervoor waren drie tot vier spannen trekpaarden nodig; elk span telde drie paarden. Men legde voor het transport van dergelijke schepen een houten vloer van grote zware planken. Het schip werd vervolgens aan zijn voorzijde opgelicht waarna een houten rol onder de onderzijde ervan kon worden geplaatst. Daarna werden de spannen paarden aangezet; het schip kwam vervolgens in beweging. 
Was een rol tot bijna het midden van de schuit gekomen dan werd een tweede rol onder de voorzijde geplaatst om het voorover knikken van het schip te voorkomen. Kwam de eerste rol uiteindelijk aan de achterzijde vrij dan werd deze weer naar voren gesleept en onder de voorzijde van het vaartuig geplaatst. Een dergelijk transport was niet alleen langdurig maar het vroeg naast de vele paardenkrachten ook om de inzet van zeker tien mannen. Een nieuwe, op de werf gebouwde, schuit werd vanuit het dorp eveneens op een dergelijke wijze naar het strand vervoerd.

## Afmetingen
De lengte/breedteverhouding van de bomschuit was 2:1 er konden twaalf mannen in. Men bouwde een bomschuit op het oog; bouwtekeningen kwamen daaraan niet te pas. Een nazaat van de schuitenbouwer Van der Ende vervaardigde in de jaren dertig van de 20e eeuw enige bouwtekeningen; hij deed dit op grond van hem nog ten dienste staande gegevens. De auteur Petrejus putte uit deze bronnen onder andere zijn kennis toen hij een boek schreef over de bomschuit.
Een bomschuit had een lengte van omstreeks 29 voet, een breedte van ongeveer 16 voet, een holte van omtrent 5 voet en een draagvermogen van 14-18 last. Na opheffing van het kaakverbod (met de Visserijwet van 1857) en de inzet van de bomschuit bij de vleetvisserij op haring - die zich primair richtte op de aanvoer van pekelharing - veranderde het draagvermogen tot 30 last en haar lengte tot 44 voet. De bomschuit bleef in de vaart tot 1918.

## Troonsafstand
De komst van de logger als vissersvaartuig luidde feitelijk het einde in van de bomschuit. De snelheid ervan overtrof in hoge mate die van de logge bomschuit. Dit speelde met name een rol bij de vleetvisserij op haring. Conservatieve reders en schuitenbouwers trachtten vergeefs het tij nog te keren, maar de logger bewees vanaf zijn komst na het midden van de 19de eeuw zijn kwaliteit als vissersschip bij deze vorm van haringvisserij. Met name te Scheveningen waar men in de 19de eeuw de grootste vloot van bomschuiten kon aantreffen en waar de haringvisserij steeds meer terrein won, werd de kentering duidelijk merkbaar. En nadat dit kustdorp eenmaal over een zeehaven ging beschikken was de troonswisseling een feit en heerste voortaan de logger over de vis(lees: haring)gronden van de Noordzee. De teloorgang van de bomschuit werd nog versterkt door de ontwikkeling van IJmuiden als vissersplaats waar, door trawlers, steeds meer plat- en rondvis werd aangevoerd. Bovendien was er in 1907 een houtwormplaag die veel schade aanrichtte en veel reders liet overstappen naar stalen schepen.

## Trivia
- Op 2 juni 1660 maakte koning Karel II gebruik van een speciaal voor die gelegenheid uitbundig en fraai ingerichte bomschuit of pink, om vanaf het strand naar de op zee geankerde Engelse vloot te varen.
- Op het Panorama Mesdag zijn meerdere bomschuiten afgebeeld. Ze vormden een gewild thema voor de schilders van de Haagse School en andere zeeschilders.
- In Katwijk ligt elke zomer (vanaf april) een bomschuit bij de Vuurbaak van Katwijk aan Zee.
- Het hout van de bomschuiten werd met klinknagels 'vastgeniet'. Hierdoor is in de 16e eeuw de Noordwijkse naam 'Van der Niet' ontstaan, die later ook in Scheveningen en Katwijk voorkwam, soms ook als 'Van de Niet'.
- Op de bomschuit werd de gezagvoerder niet aangeduid als schipper, maar als stuurman. Het gevolg daarvan was dat de tweede man aan boord, in feite dus de stuurman, hier stuurmansmaat werd genoemd.